# Hydrostatisches Bett
Als hydrostatisches Bett, Nayade oder Arnott’sches Bett bezeichnet man ein von dem schottischen Arzt Neil Arnott um 1830 entwickeltes Pflegebett zur Verhütung des Wundliegens bettlägeriger Patienten. Das Bett wurde Mitte des 19. Jahrhunderts in verschiedenen englischen Krankenhäusern verwendet.
Das Bett wurde 1833 im Allgemeinen Repertorium der gesammten deutschen medizinisch-chirurgischen Journalistik als wassergefüllter, wannenartiger Kasten oder Kufe beschrieben, der mit einem breiten Kautschuktuch abgedeckt wurde. Darauf wurden eine mehrfach zusammengelegte Decke als Matratze und ein Kopfkissen gelegt. Es ähnelt damit dem später entwickelten Wasserbett. Auf diesem auch als schwimmende Matratze bezeichneten Krankenbett reduziert sich die lokale Druckbelastung auf die Haut des Patienten, wodurch Dekubitalgeschwüre vermieden werden und andere Hautschädigungen, beispielsweise durch Wundbrand, schneller abheilen können. Darüber hinaus empfahl Arnott, das Bett ohne Bettzeug für andere Patientengruppen zu verwenden. Er dachte dabei unter anderem an die Möglichkeit, Fieberkranke in den Tropen zu kühlen.